# Columbia Falls
|  | Per a altres significats, vegeu «Columbia Falls (Maine)». |

Columbia Falls (salish: nq̓éyɫkʷm) és una població del Comtat de Flathead (Montana) als Estats Units d'Amèrica. Segons el cens dels Estats Units del 2000 tenia 3.645 habitants.

## Demografia
Segons el cens del 2000, Columbia Falls tenia 3.645 habitants, 1.400 habitatges, i 966 famílies. La densitat de població era de 925,9 habitants per km².
Dels 1.400 habitatges en un 36,3% hi vivien nens de menys de 18 anys, en un 52% hi vivien parelles casades, en un 12,1% dones solteres, i en un 31% no eren unitats familiars. En el 25,7% dels habitatges hi vivien persones soles l'11% de les quals corresponia a persones de 65 anys o més que vivien soles. El nombre mitjà de persones vivint en cada habitatge era de 2,52 i el nombre mitjà de persones que vivien en cada família era de 3,06.
Per edats la població es repartia de la següent manera: un 28,3% tenia menys de 18 anys, un 8,1% entre 18 i 24, un 28,6% entre 25 i 44, un 21,5% de 45 a 60 i un 13,4% 65 anys o més.
L'edat mediana era de 36 anys. Per cada 100 dones de 18 o més anys hi havia 97,4 homes.
La renda mediana per habitatge era de 31.128 $ i la renda mediana per família de 40.794 $. Els homes tenien una renda mediana de 32.109 $ mentre que les dones 20.023 $. La renda per capita de la població era de 14.355 $. Aproximadament el 12,5% de les famílies i el 17,1% de la població estaven per davall del llindar de pobresa.

## Poblacions properes
El següent diagrama mostra les poblacions més properes.